# Казелин, Михаил Сергеевич
Михаил Сергеевич Казелин (род. 19 сентября 1996 года) — российский конькобежец, бронзовый (2016) и серебряный (2017) призёр и чемпион (2018) России по конькобежному спорту в спринтерском многоборье. Выступает за клубы СДЮСШОР «Комета» (Коломна) и УОР (Бронницы). Мастер спорта России по конькобежному спорту (2012).
С 2010 года проживает и тренируется в подмосковной Коломне.
Личные тренеры — его родители Ольга Казелина и Сергей Казелин. Сестра — конькобежка Елизавета Казелина (Елизавета и Михаил — двойняшки).

## Спортивные достижения
- Бронзовый призёр Чемпионата России по конькобежному спорту в спринтерском многоборье (Коломна, 26—27 декабря 2015)[2];
- Серебряный призёр Чемпионата России по конькобежному спорту в спринтерском многоборье (Челябинск, 17—18 марта 2017 )[3];
- Чемпион России по конькобежному спорту в спринтерском многоборье (Москва, 29—30 марта 2018)[4].